# Androcymbium albomarginatum
Androcymbium albomarginatum là một loài thực vật có hoa trong họ Colchicaceae. Loài này được Schinz miêu tả khoa học đầu tiên năm 1896.